# Dexia lepida
Dexia lepida là một loài ruồi trong họ Tachinidae.